# Модсогнир
Мо́дсогнир (др.-сканд. Móðsognir) — в скандинавской мифологии первый карлик (дверг).
Согласно «Прорицанию вёльвы», он был создан Одином и его братьями из тела Имира. В дальнейшем принимал участие в создании людей из глины. Обитал на севере в стране Нидавеллир (Niðavöllum). Его также возводили к роду тёмных альвов и приписывали власть над миром Свартальфахейм.